# Bachmann, von Blumenthal & Co.
Die Bachmann, von Blumenthal & Co., Flugzeugbau (BBF) in Fürth war ein Zulieferbetrieb der deutschen Luftfahrtindustrie von 1938 bis 1945.

## Geschichte

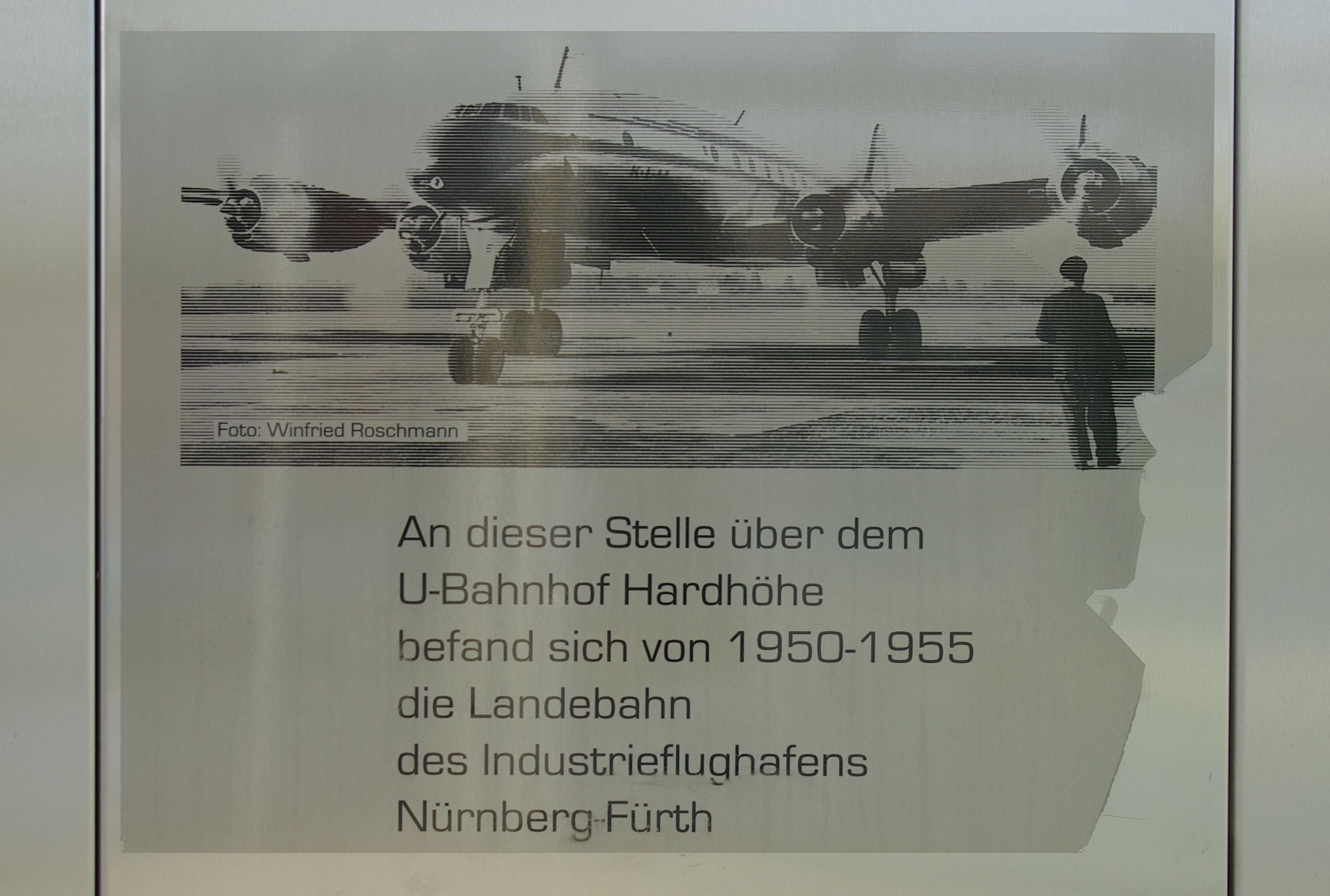
Gedenktafel an den Industrieflughafen (2013)

Die neu gegründete Kommanditgesellschaft kaufte am 14. November 1938 das auf der Fürther Hardhöhe gelegene Zweigwerk der Gothaer Waggonfabrik. Geschäftsführer war Wolf-Werner von Blumenthal. Für die neue Firma wurden zahlreiche zusätzliche Gebäude und ein befestigtes Rollfeld (1660 m × 50 m) angelegt. Das Hauptwerk befand sich an der Würzburger Straße, die sog. Flugplatzbahn, welche den zwei Kilometer nördlich gelegenen Flugplatz Fürth-Atzenhof mit dem Fürther Hauptbahnhof verband. Ab 1940 entstand direkt neben dem Gelände ein weiteres vierstöckiges Gebäude, welches vom Reichsluftfahrtministerium als zentrales Lager für Flugzeug-Bauteile genutzt wurde. Dieses Gebäude steht als einziges heute noch und wird von einem Möbelhaus genutzt. Zusätzlich existierten weitere Standorte der Firma z. B. im nahegelegenen Burgfarrnbach und in der Fürther Innenstadt. Die Firma wurde 1943 in die Liste besonders kriegswichtiger Betriebe aufgenommen und verlegte deshalb ihren Firmensitz nach Berlin. Nach dem Krieg existierte das Unternehmen nominell weiter, der Fürther Betrieb stand jedoch auf der Demontageliste des Alliierten Kontrollrates. 1950 war der Firmensitz kurzfristig Hamburg, im Frühjahr 1952 nochmals in Berlin, zwei Jahre später jedoch beschlossen die Gesellschafter die Auflösung.

## Produkte
Bachmann, von Blumenthal & Co. produzierte Flugzeugkomponenten bis 1945. Ursprünglich war Bachmann, v. Blumenthal mit dem Bau und der Reparatur der Junkers Ju 87 beschäftigt. Ab 1940 arbeitete die Firma aber sehr eng mit der Fa. Messerschmitt in Augsburg zusammen. Zu dieser Zeit war die Firma hauptverantwortlich für die Reparatur der Bf 110 und später Me 210 und Me 410. Es entstanden aber von 1941 bis 1943 auch etwa 350 vollständige Flugzeuge in Fürth. Bei einer Rüstungsstab-Besprechung am 4. August 1944 unter der Führung von Generalstabs-Ingenieur Roluf Lucht wurde beschlossen, u. a. die Muster He 177 und Me 410 zu streichen. Somit war die Reparatur der Nachtjäger vom Bf 110 das letzte Betätigungsfeld sowie die Teilefertigung für die Me 262.

## Das Ende

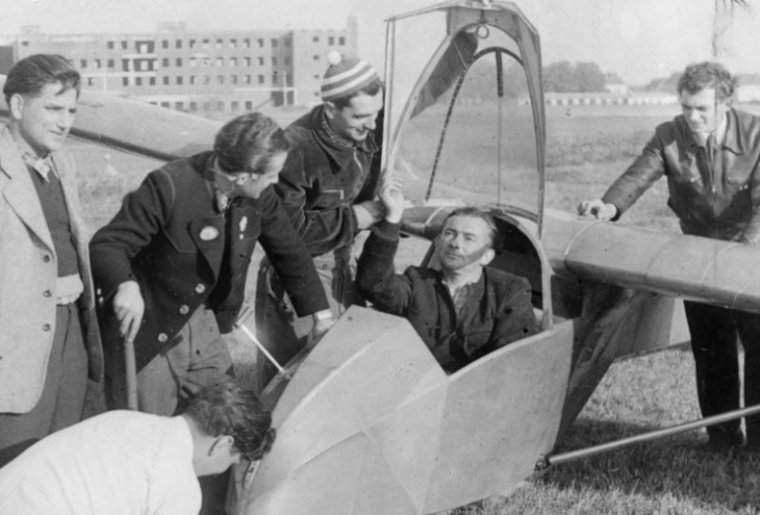
1957 – Segelflugzeug Spalinger S26 vor dem einzigen erhaltenen Gebäude (Elbag-Lager)

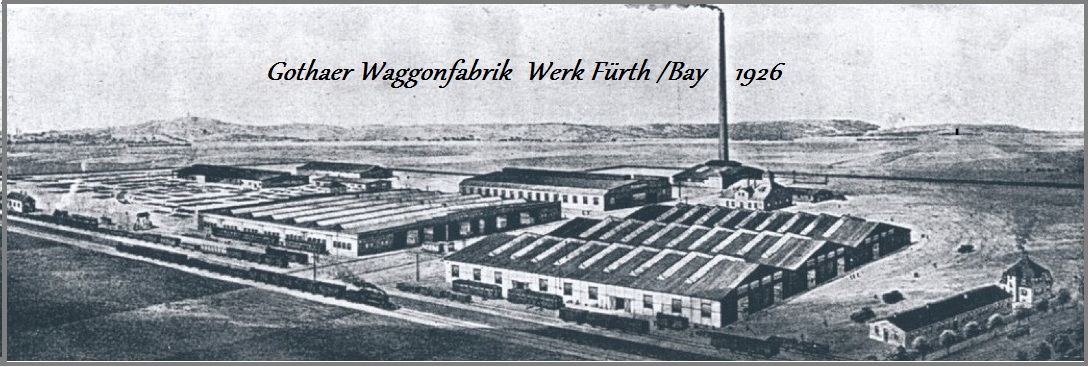
Abbildung der Gothaer Waggonfabrik Werk Fürth, um 1926. Die Gebäude im Vordergrund wurden von BBF übernommen und 1945 zerstört.

Am 25. Februar 1944 wurde der sog. „Industrieflughafen“ eines der Hauptziele der Luftangriffe auf Fürth. Dies bedeutete den völligen Ausfall der Produktion, die erst nach etwa zwei bis vier Wochen langsam wieder anlief. Dieser Angriff forderte 139 Todesopfer und 122 Verletzte.
Der nächste Angriff erfolgte am 10. September 1944, weitere folgten am 26. November 1944 und ein letzter am 8. April 1945. Auf Grund der mehrmaligen Luftangriffe waren Teile der Fertigungs- und Lagerstätten von den eigentlichen Produktionsstätten weg verlagert worden. Hierzu wurden u. a die Bierkeller der Fürther Brauereien Grüner, Humbser, Geismann und Bergbräu genutzt. Auch in die Nürnberger Kongresshalle Nürnberg wurden Teile der Produktion ausgelagert. Ein weiteres Werk in der Nähe des Flugplatzes Unterschlauersbach war im Bau, wurde jedoch bis Kriegsende nicht mehr fertig. Am 19. April 1945 besetzten US-Truppen das Gelände. Bald darauf waren die meisten Produktionsmittel verschwunden.

## Nachnutzung
Am Anschluss diente das Fluggelände zunächst den USAAF, ehe es 1950 zum provisorischen internationalen Flughafen unter dem Namen Industrieflughafen Nürnberg-Fürth umgebaut wurde. Mit der Inbetriebnahme des neuen Flughafens in Kraftshof wurde der Linienverkehr eingestellt. Anschließend diente das Areal noch Nürnberger und Fürther Segelfliegern, ehe es ab 1957 mit der Trabantenstadt Hardhöhe überbaut wurde.